# Division 1 Féminine 2008-2009
La Division 1 Féminine 2008-2009 è stata la 35ª edizione della massima divisione del campionato francese femminile di calcio. Il campionato è iniziato il 23 agosto 2008 e si è concluso il 7 giugno 2009. L'Olympique Lione ha vinto il campionato per il terzo anno consecutivo. Capocannoniere del torneo è stata la brasiliana Kátia (Olympique Lione) con 27 reti realizzate.

## Stagione

### Novità
Dalla Division 1 Féminine 2007-2008 sono stati retrocessi in Division 2 Féminine l'Évreux e il La Roche-sur-Yon. Dalla Division 2 Féminine sono stati promossi lo Nord Allier Yzeure e il Condéen

### Formato
Le 12 squadre si affrontano in un girone all'italiana con partite di andata e ritorno, per un totale di 22 giornate. La squadra prima classificata è campione di Francia, mentre le ultime due classificate retrocedono in Division 2. Le prime due classificate sono ammesse alla UEFA Women's Champions League 2009-2010, le campionesse di Francia direttamente dai sedicesimi di finale.

## Squadre partecipanti
| Club                | Stagione | Città             | Stadio                  | Stagione precedente             |
| ------------------- | -------- | ----------------- | ----------------------- | ------------------------------- |
| Condéen             | dettagli | Condé-sur-Noireau | Stadio Robert Gossart   | 1º posto in Division 2 gruppo A |
| Hénin-Beaumont      | dettagli | Hénin-Beaumont    | Stadio Raymonde Delabre | 9º posto in Division 1          |
| FCF Juvisy          | dettagli | Juvisy-sur-Orge   | Stadio Georges Maquin   | 2º posto in Division 1          |
| Montpellier         | dettagli | Montpellier       | Stadio Jules Rimet      | 3º posto in Division 1          |
| Olympique Lione     | dettagli | Lione             | Stade de Gerland        | Campione di Francia             |
| Paris Saint-Germain | dettagli | Parigi            | Stadio George-Lefèvre   | 5º posto in Division 1          |
| Saint-Étienne       | dettagli | Saint-Étienne     | Stadio Léon Nautin      | 4º posto in Division 1          |
| Soyaux              | dettagli | Soyaux            | Stadio Léo Lagrange     | 6º posto in Division 1          |
| Stade Briochin      | dettagli | Saint-Brieuc      | Stadio Fred Aubert      | 10º posto in Division 1         |
| Tolosa              | dettagli | Tolosa            | Stadio de la Ramée      | 8º posto in Division 1          |
| Vendenheim          | dettagli | Vendenheim        | Stadio Waldeck          | 7º posto in Division 1          |
| Nord Allier Yzeure  | dettagli | Yzeure            | Stadio de Bellevue      | 1º posto in Division 2 gruppo B |

## Classifica finale
|  | Pos. | Squadra             | Pt | G  | V  | N | P  | GF  | GS | DR   |
|  | ---- | ------------------- | -- | -- | -- | - | -- | --- | -- | ---- |
|  | 1.   | Olympique Lione     | 86 | 22 | 21 | 1 | 0  | 114 | 11 | +103 |
|  | 2.   | Montpellier         | 73 | 22 | 17 | 1 | 4  | 63  | 23 | +40  |
|  | 3.   | FCF Juvisy          | 72 | 22 | 15 | 5 | 2  | 53  | 22 | +31  |
|  | 4.   | Hénin-Beaumont      | 51 | 22 | 9  | 2 | 11 | 49  | 60 | -11  |
|  | 5.   | Nord Allier Yzeure  | 51 | 22 | 8  | 5 | 9  | 40  | 38 | +2   |
|  | 6.   | Stade Briochin      | 50 | 22 | 8  | 4 | 10 | 32  | 53 | -21  |
|  | 7.   | Saint-Étienne       | 49 | 22 | 7  | 6 | 9  | 40  | 46 | -6   |
|  | 8.   | Paris Saint-Germain | 49 | 22 | 7  | 6 | 9  | 29  | 30 | -1   |
|  | 9.   | Tolosa              | 48 | 22 | 7  | 5 | 10 | 34  | 46 | -12  |
|  | 10.  | Soyaux              | 41 | 22 | 5  | 4 | 13 | 22  | 51 | -29  |
|  | 11.  | Condéen             | 39 | 22 | 5  | 2 | 15 | 30  | 76 | -46  |
|  | 12.  | Vendenheim          | 26 | 22 | 0  | 5 | 17 | 15  | 65 | -50  |

Legenda:
      Campione di Francia e ammessa alla UEFA Women's Champions League 2010-2011.
      Ammessa alla UEFA Women's Champions League 2010-2011.
      Retrocesse in Division 2.
Note:
Quattro punti a vittoria, due a pareggio, uno a sconfitta.

## Risultati

### Tabellone
|                    | Con  | Hén  | Juv  | Mon  | Oly  | PSG  | Sai  | Soy  | StB  | Tol  | Ven  | NAY  |
| ------------------ | ---- | ---- | ---- | ---- | ---- | ---- | ---- | ---- | ---- | ---- | ---- | ---- |
| Condéen            | –––– | 3-2  | 1-2  | 1-9  | 0-9  | 5-1  | 2-2  | 0-1  | 0-1  | 4-0  | 3-0  | 0-3  |
| Hénin-Beaumont     | 4-2  | –––– | 0-3  | 1-3  | 0-5  | 2-0  | 5-4  | 3-2  | 1-2  | 2-2  | 1-1  | 3-1  |
| Juvisy             | 6-0  | 5-1  | –––– | 3-0  | 1-4  | 2-1  | 1-1  | 2-0  | 1-3  | 2-2  | 2-1  | 1-1  |
| Montpellier        | 6-1  | 2-1  | 1-4  | –––– | 1-2  | 3-1  | 1-0  | 3-0  | 3-1  | 4-0  | 3-1  | 3-0  |
| O. Lione           | 4-1  | 8-0  | 0-0  | 2-1  | –––– | 2-0  | 6-3  | 7-0  | 14-1 | 2-0  | 12-0 | 6-0  |
| Paris SG           | 4-0  | 3-5  | 0-2  | 1-1  | 0-2  | –––– | 0-0  | 1-0  | 1-1  | 2-0  | 4-0  | 3-0  |
| Saint-Étienne      | 4-1  | 2-1  | 2-2  | 2-4  | 1-4  | 2-0  | –––– | 4-2  | 5-1  | 0-2  | 3-2  | 2-2  |
| Soyaux             | 3-1  | 0-3  | 2-3  | 0-5  | 1-8  | 0-2  | 2-0  | –––– | 0-1  | 1-1  | 0-0  | 1-3  |
| Stade Briochin     | 1-2  | 4-2  | 0-3  | 0-3  | 0-5  | 0-0  | 0-0  | 1-3  | –––– | 5-2  | 3-0  | 0-1  |
| Tolosa             | 7-1  | 2-4  | 1-3  | 1-2  | 0-5  | 0-2  | 3-1  | 2-2  | 3-2  | –––– | 2-1  | 1-0  |
| Vendenheim         | 2-2  | 2-5  | 0-1  | 1-4  | 0-3  | 1-1  | 0-2  | 1-2  | 2-2  | 0-2  | –––– | 0-4  |
| Nord Allier Yzeure | 5-0  | 4-3  | 1-4  | 0-1  | 1-4  | 2-2  | 5-0  | 0-0  | 2-3  | 1-1  | 4-0  | –––– |

## Statistiche

### Classifica marcatrici
| Gol |  |  | Giocatore            | Squadra            |
| --- |  |  | -------------------- | ------------------ |
| 27  |  |  | Kátia                | Olympique Lione    |
| 22  |  |  | Sandrine Brétigny    | Olympique Lione    |
| 19  |  |  | Élodie Ramos         | Montpellier        |
| 17  |  |  | Marie-Laure Delie    | Montpellier        |
| 17  |  |  | Lotta Schelin        | Olympique Lione    |
| 15  |  |  | Laëtitia Tonazzi     | FCF Juvisy         |
| 14  |  |  | Pauline Crammer      | Hénin-Beaumont     |
| 13  |  |  | Candie Herbert       | Hénin-Beaumont     |
| 12  |  |  | Anne Sirot           | Nord Allier Yzeure |
| 12  |  |  | Fanny Tenret         | Tolosa             |
| 12  |  |  | Élodie Thomis        | Olympique Lione    |
| 11  |  |  | Marie-Pierre Castera | Tolosa             |
| 11  |  |  | Charlotte Lozé       | Montpellier        |